# گوور-موگلیتس ناتور رزرف
گوور-موگلیتس ناتور رزرف (به آلمانی: Naturschutzgebiet Goor-Muglitz) یک منطقهٔ مسکونی در آلمان است که در پوتبوس واقع شده‌است.